# Коверська Надія Анатоліївна
Коверська Надія Анатоліївна (8 вересня 1993, Черкаси) — психолог та майстер родових впорядкувань, авторка трансформаційних тренінгів, культурна діячка, українська акторка кіно, тележурналіст. Виконавиця головної жіночої ролі у фільмі «Крути 1918».

## Життєпис
Народилася у Черкасах, у родині юристів. 
Закінчила Черкаський гуманітарно-правовий ліцей. 
З 10 років навчалася у музичній школі по класу фортепіано та вокалу. 
Батьки були проти вступу доньки на акторський факультет, вважаючи цю професію в Україні безперспективною. 
У 2014 Закінчила КНУ ім. Т.Шевченка, факультет журналістики. Під час навчання стажувалася на BBC у Лондоні. 
З 2014 — журналіст та ведуча рубрик у ранковій програмі Сніданок з 1+1. Журналістське амплуа — наративне (біографічне) інтерв'ю. 
У 2017 навчалась акторській майстерності у школі Cours Florent у Парижі. 
Після навчання знялась у 2 частині телесеріалу Гвардія, який вийшов на телеканалі 2+2, там її помітив режисер Олексій Шапарєв та запросив на кастинг до фільму «Крути 1918». Заради ролі Софії у фільмі «Крути 1918» схудла на 15 кг.

## Діяльність та освіта
У 2018 році почала проводити благодійні терапевтичні вечори української поезії.
Надія закохує в поезію українських сучасників та класиків. У 2023 році разом із видавництвом "Книголав" видала збірку віршів "Любов та війна".
У 2021- 2024 роках навчалася на факультеті психології. Магістр психології Європейського університету та філософії КНУ ім. Т. Г. Шевченка.
Як психолог виступала на масштабних конференціях разом із Майклом Роучем, Юлією Бєляєвою, Анітою Соловей та іншими відомими людьми.
Зараз проводить масштабні групові тренінги у Карпатах та у природних місцях сили по світу.

## Фільмографія
- «Артистка» (2017)
- «Гвардія-2» (2017)
- «Крути 1918» (2018)